# 8Y busz (Nagykanizsa)
A nagykanizsai 8Y jelzésű autóbusz a Napraforgó tér és a Miklósfa, Szentendrey Edgár forduló között közlekedik. A vonalat a Volánbusz üzemelteti.

## Közlekedése
Munkanapokon délelőtt, valamint a délutáni csúcsidőben közlekedik, kb. 1-2 óránként, míg hétvégén csak 1-2 alkalommal. Egyes járatok Miklósfa felől, a Dél-Zalai Áruház után, a Kalmár utcáig közlekednek.

## Útvonala
| Miklósfa, Szentendrey Edgár forduló felé | Napraforgó tér felé |
| --- | --- |
| Napraforgó tér – Űrhajós utca – Kinizsi utca – Dózsa György utca – Sugár út – Rozgonyi utca – Magyar utca – Kalmár utca – Zrínyi Miklós utca – Ady Endre utca – Kisfaludy Sándor utca – Csengery út – Vécsey utca – Tripammer Gyula utca – Erdész utca – Csengery út – Miklósfa utca – Bem József utca – Dr. Marek József utca – Gárdonyi Géza utca – Miklósfa, Szentendrey Edgár forduló | Miklósfa, Szentendrey Edgár forduló – Gárdonyi Géza utca – Dr. Marek József utca – Bem József utca – Miklósfa utca – Csengery út – Erdész utca – Tripammer Gyula utca – Vécsey utca – Csengery út – Fő út – Király utca – Zrínyi Miklós utca – Csengery út – Sugár út – Dózsa György utca – Kinizsi utca – Űrhajós utca – Napraforgó tér |

## Megállóhelyei
Az átszállási kapcsolatok között a Köztemető érintése nélkül közlekedő 8-as busz nincs feltüntetve!
| 8Y (Napraforgó tér – Miklósfa, Szentendrey Edgár forduló) | 8Y (Napraforgó tér – Miklósfa, Szentendrey Edgár forduló) | 8Y (Napraforgó tér – Miklósfa, Szentendrey Edgár forduló) | 8Y (Napraforgó tér – Miklósfa, Szentendrey Edgár forduló) | 8Y (Napraforgó tér – Miklósfa, Szentendrey Edgár forduló) | 8Y (Napraforgó tér – Miklósfa, Szentendrey Edgár forduló)            | 8Y (Napraforgó tér – Miklósfa, Szentendrey Edgár forduló) | 8Y (Napraforgó tér – Miklósfa, Szentendrey Edgár forduló) |
| Perc (↓)                                                  | Perc (↓)                                                  | Megállóhely                                               | Perc (↑)                                                  | Perc (↑)                                                  | Átszállási kapcsolatok                                               | Fontosabb létesítmények |                                                           |
| --------------------------------------------------------- | --------------------------------------------------------- | --------------------------------------------------------- | --------------------------------------------------------- | --------------------------------------------------------- | -------------------------------------------------------------------- | --- | --------------------------------------------------------- |
| 0                                                         | 0                                                         | Napraforgó tér végállomás                                 | 30                                                        | ∫                                                         | 20, 20Y, 21, 21E, 21Y, C5, C7, C9, C91                               | General Electric Hungary Zrt. |                                                           |
| 2                                                         | 2                                                         | Kenyérgyár                                                | 29                                                        | ∫                                                         | 20, 20Y, 21, 21E, 21Y, C91                                           | |                                                           |
| 3                                                         | 3                                                         | Vörösmarty utcai sarok                                    | 28                                                        | ∫                                                         |                                                                      | |                                                           |
| 4                                                         | 4                                                         | Királyi Pál utcai sarok                                   | 27                                                        | ∫                                                         | 8                                                                    | Szent Imre piarista templom, Piarista Általános Iskola, Gimnázium, Kollégium és Óvoda, Zsigmondy Vilmos és Winkler Lajos Műszaki Szakközépiskola, Farkas Ferenc Zene- és Aranymetszés Alapfokú Művészeti Iskola, Batthyány Lajos Gimnázium |                                                           |
| 6                                                         | 6                                                         | Rozgonyi utca 1.                                          | ∫                                                         | ∫                                                         |                                                                      | Erzsébet tér, Kiskastély, Bolyai János Általános Iskola, Városháza |                                                           |
| 8                                                         | 8                                                         | Kalmár utca                                               | ∫                                                         | 23                                                        | 2, 4A, 4Y, 6, 6C, 10, 10Y, 16, 18, 20, 20Y, 21, 21E, 21Y, C3, C5, C7 | Helyközi autóbusz-állomás, Vásárcsarnok, Kanizsa Plaza, Bolyai János Általános Iskola |                                                           |
| ∫                                                         | ∫                                                         | Sugár út                                                  | 26                                                        | ∫                                                         |                                                                      | Batthyány Lajos Gimnázium, Rozgonyi Óvoda, Károlyi kert, Medgyaszay ház, Halis István Városi Könyvtár |                                                           |
| ∫                                                         | ∫                                                         | Dél-Zalai Áruház                                          | 21                                                        | 21                                                        | 4, 6, 6A, 6C, 6Y, 10, 10Y, 18, C3                                    | Városháza, Helyközi autóbusz-állomás, Dél-Zalai Áruház, Rendőrkapitányság, Járásbíróság, Bolyai János Általános Iskola, Erzsébet tér |                                                           |
| 12                                                        | 12                                                        | Posta                                                     | ∫                                                         | ∫                                                         | 18, 20, 20Y, 21, 21E, 21Y, 41E                                       | Zrínyi Miklós Általános Iskola, 1-es posta, Szent József templom, Fogorvosi rendelő |                                                           |
| 14                                                        | 14                                                        | Csengery – Kisfaludy utcai sarok                          | 16                                                        | 16                                                        | 14, 14C, 14Y, 20, 20Y, 21, 21E, 21Y, C33                             | Kisfaludy Óvoda, Evangélikus templom |                                                           |
| 16                                                        | 16                                                        | Vécsey utca                                               | 14                                                        | 14                                                        | 14Y                                                                  | Kanizsa Uszoda és Strandfürdő, Zsigmondy Vilmos Szakképző Iskola, Kodály Zoltán Művelődési Ház |                                                           |
| 17                                                        | 17                                                        | Köztemető                                                 | 13                                                        | 13                                                        | 14C, 14Y                                                             | Köztemető |                                                           |
| 18                                                        | 18                                                        | Tripammer utca, bolt                                      | 12                                                        | 12                                                        | 14C, 14Y                                                             | |                                                           |
| 20                                                        | 20                                                        | Csengery út 87. (Korábban: Véndiófa vendéglő)             | 10                                                        | 10                                                        | 14, 14Y                                                              | |                                                           |
| 21                                                        | 21                                                        | Csengery út 111. (Korábban: Sörgyár)                      | 9                                                         | 9                                                         | 14, 14Y                                                              | |                                                           |
| 22                                                        | 22                                                        | Csengery út 113.                                          | 8                                                         | 8                                                         | 14, 14Y                                                              | |                                                           |
| 23                                                        | ∫                                                         | Ligetváros                                                | 7                                                         | 7                                                         | 14, 14Y                                                              | |                                                           |
| ∫                                                         | 23                                                        | Ligetváros, bolt                                          | ∫                                                         | ∫                                                         | 14, 14Y                                                              | |                                                           |
| 24                                                        | 24                                                        | Csengery út 121. (Korábban: EYBL Kft.)                    | 6                                                         | 6                                                         |                                                                      | |                                                           |
| 25                                                        | 25                                                        | Miklósfa, hűtőház                                         | 5                                                         | 5                                                         |                                                                      | |                                                           |
| 26                                                        | 26                                                        | Miklósfa, Bem utca                                        | 4                                                         | 4                                                         |                                                                      | Miklósfai Általános Iskola és Óvoda, Miklósfai temető |                                                           |
| 27                                                        | 27                                                        | Miklósfa, Kápolna tér                                     | 3                                                         | 3                                                         |                                                                      | Posta |                                                           |
| 28                                                        | 28                                                        | Miklósfa, Marek József utca                               | 2                                                         | 2                                                         |                                                                      | |                                                           |
| 29                                                        | 29                                                        | Miklósfa, óvoda                                           | 1                                                         | 1                                                         |                                                                      | Miklósfai óvoda |                                                           |
| 30                                                        | 30                                                        | Miklósfa, Szentendrey Edgár forduló végállomás            | 0                                                         | 0                                                         |                                                                      | |                                                           |

1. ↑  Egyes járatok betérnek Ligetváros, bolt megállóhelyhez, viszont Ligetváros megállóhelyen nem állnak meg.

1. ↑  Egyes járatok a Dél-Zalai Áruház után a Kalmár utcáig közlekednek.